# Бородавкино (Московская область)
Бородавкино — деревня в Можайском районе Московской области в составе Юрловского сельского поселения. Численность постоянного населения по Всероссийской переписи 2010 года — 3 человека. До 2006 года Бородавкино входило в состав Губинского сельского округа.
Деревня расположена в южной части района, на безымянном правом притоке реки Протва, примерно в 23 км к юго-западу от Можайска, высота центра над уровнем моря 216 м. Ближайшие населённые пункты — Глуховка, Купрово и Преснецово.